# Filmfare Award/Kritikerpreis – Bester Film
Der Critics Award for Best Movie wird vom Filmfare-Magazin verliehen und ist eine Preiskategorie der jährlichen Filmfare Awards für Hindi-Filme. Der Preis für den nach Ansicht von Kritikern besten Film wurde zum ersten Mal im Jahre 1971 vergeben. Da künstlerisch anspruchsvollere Filme gegenüber Unterhaltungsfilmen bei den Publikumspreisen der Filmfare Awards stark in den Hintergrund gedrängt werden, wurden 1971 Kritikerpreise eingeführt.

## Preisträger
| Jahr | Film                               | Regisseur                     |
| ---- | ---------------------------------- | ----------------------------- |
| 1971 | Uski Roti                          | Mani Kaul                     |
| 1972 | Ashad Ka Ek Din                    | Mani Kaul                     |
| 1973 | Maya Darpan                        | Kumar Shahani                 |
| 1974 | Duvidha                            | Mani Kaul                     |
| 1975 | Rajnigandha                        | Basu Chatterjee               |
| 1976 | Aandhi                             | Gulzar                        |
| 1977 | Mrigayaa                           | Mrinal Sen                    |
| 1978 | Shatranj Ke Khilari                | Satyajit Ray                  |
| 1979 | Arvind Desai Ki Ajeeb Dastaan      | Saeed Akhtar Mirza            |
| 1980 | Jeena Yahan                        | Basu Chatterjee               |
| 1981 | Albert Pinto Ko Gussa Kyon Ata Hai | Saeed Akhtar Mirza            |
| 1982 | Aadharshila                        | Ashok Ahuja                   |
| 1983 | Masoom                             | Shekhar Kapur                 |
| 1984 | Sookha                             | M. S. Sathyu                  |
| 1985 | Damul                              | Prakash Jha                   |
| 1986 | Aghaat                             | Govind Nihalani               |
| 1987 | kein Preis                         |                               |
| 1988 | kein Preis                         |                               |
| 1989 | Om-Dar-Ba-Dar                      | Kamal Swaroop                 |
| 1990 | Khayal Gatha                       | Kumar Shahani                 |
| 1991 | Kasba                              | Kumar Shahani                 |
| 1992 | Diksha                             | Arun Kaul                     |
| 1993 | Idiot                              | Mani Kaul                     |
| 1994 | Kabhi Haan Kabhi Naa               | Kundan Shah                   |
| 1995 | Bandit Queen                       | Shekhar Kapur                 |
| 1996 | Bombay                             | Mani Ratnam                   |
| 1997 | Khamoshi                           | Sanjay Leela Bhansali         |
| 1998 | Virasat                            | Priyadarshan                  |
| 1999 | Satya                              | Ram Gopal Varma               |
| 2000 | Sarfarosh                          | John Mathew Matthan           |
| 2001 | Halo                               | Santosh Sivan                 |
| 2002 | Dil Chahta Hai                     | Farhan Akhtar                 |
| 2003 | The Legend of Bhagat Singh         | Rajkumar Santoshi             |
| 2004 | Munna Bhai MBBS                    | Rajkumar Hirani               |
| 2005 | Dev & Yuva                         | Govind Nihalani & Mani Ratnam |
| 2006 | Black                              | Sanjay Leela Bhansali         |
| 2007 | Lage Raho Munna Bhai               | Rajkumar Hirani               |
| 2008 | Chak De! India                     | Shimit Amin                   |
| 2009 | Mumbai Meri Jaan                   | Nishikant Kamat               |
| 2010 | Firaaq                             | Nandita Das                   |
| 2011 | Udaan                              | Vikramaditya Motwane          |